# 鲁姆施普林格
鲁姆施普林格是德国下萨克森州的一个市镇。总面积9.36平方公里，总人口1883人，其中男性964人，女性919人（2011年12月31日），人口密度201人/平方公里。